# Stoppord (rollspel)
För andra betydelser, se Stoppord.
Stoppord är i förväg överenskomna ord som används i olika typer av rollspel för att ge deltagarna en möjlighet att påverka sin situation eller att bryta spelet på ett sätt som inte kan misstagas för att vara en del av spelet.

## Stoppord inom BDSM
Inom BDSM för att säkerställa den undergivna partnerns psykiska och fysiska hälsa. Orden används för att den undergivna ska kunna berätta när denna är nära en gräns. Stopporden används för att särskilja meddelanden från till exempel ett rollspel. Orden väljs med hänsyn till att de inte ska vara något som kan ingå i leken. "Nej" är med andra ord ett dåligt val. Ett vanligt system för stoppord är det så kallade "trafikljus"-systemet, med rött, gult och grönt.
Vissa använder även roliga stoppord för att hjälpa till att avdramatisera situationen.
Exempel:
| Stopp         | Sakta ned | Kör på | Inte just nu men om jag blir mer upphetsad |
| ------------- | --------- | ------ | ------------------------------------------ |
| Rött          | Gult      | Grönt  | Blått                                      |
| Stopp         | Broms     |        |                                            |
| Potatissallad |           |        |                                            |
| Cykeldynamo   |           |        |                                            |

Stoppord används för det mesta i BDSM-lekar med två personer inblandade. Undantag är BDSM-fester som har fler inblandade, och då kan alla i sällskapet använda stoppord, när något håller på att gå över styr.

## Stoppord inom lajv
Inom lajv används stoppord på ett likartat sätt som inom BDSM för att den spelare som befinner sig i en utsatt situation ska kunna bryta spelet om situationen upplevs som obehaglig på riktigt, eller om spelaren har skadat sig. På svenska lajv i medeltid/fantasy-genren används ofta engelska stoppord eftersom engelska uttryck normalt inte är en del av fiktionen och därför utgör en skarp kontrast. Initiativet till att använda stoppord på svenska lajv kom via Knutpunkt från Norge. Därför används ibland även det norska ordet brems (bromsa). 

### Vanliga stoppord inom lajv
- Off - Avbryt omedelbart spelet. Kan inte missförstås och används i synnerhet på lajv utan utvecklade stoppordssystem

- Cut! - Avbryt omedelbart spelet.
- Easy - Avbryt inte spelet, men gå inte längre
- Brems - Avbryt inte spelet, men gå inte längre